# Большая Кондратовская
Большая Кондратовская — деревня в Каргопольском районе Архангельской области России. Входит в состав Павловского сельского поселения.

## История
В «Списке населенных мест Российской империи», изданном в 1879 году, населённый пункт упомянут как деревня Большекондратовская (Кузьмина) Каргопольского уезда (1-го стана), при колодцах, расположенная в 16 верстах от уездного города Каргополя. В деревне насчитывался 31 двор и проживал 197 человек (88 мужчин и 109 женщин). Функционировала православная часовня.
По данным 1905 года имелось 40 дворов и проживало 263 человека (129 мужчин и 134 женщины). В административном отношении деревня входила в состав Ольгского общества Калитинской волости. Имелось 52 лошади, 84 коровы и 123 головы прочего скота.

## География
Деревня находится в юго-западной части Архангельской области, в южной зоне средней тайги, к востоку от озера Лача, на расстоянии примерно 14 километров (по прямой) к югу от города Каргополя, административного центра района. Абсолютная высота — 131 метр над уровнем моря.

### Часовой пояс
Большая Кондратовская, как и вся Архангельская область, находится в часовой зоне МСК (московское время). Смещение применяемого времени относительно UTC составляет +3:00.

## Население
| 2002 | 2010 | 2012 |
| ---- | ---- | ---- |
| 25   | ↘16  | ↗18  |

Национальный состав
Согласно результатам переписи 2002 года, в национальной структуре населения русские составляли 100 %.

## Русская православная церковь
Церковь Илии Пророка  Объект культурного наследия № 2900001127   - Деревянная часовня, обшитая тесом,  построенная в 19 веке. Представляет собой четверик, перекрытый восьмидольным куполом с главкой. С запада примыкает притвор, над которым поставлен ярус звона колокольни под шпилем. Особенностью часовни является роспись стен и неба, изображающая сцены из Ветхого и Нового Заветов. В 2011 году часовня была отреставрирована.
- Вид часовни в августе 2019 года